# 1996 CL2
1996 CL2 är en asteroid i huvudbältet som upptäcktes den 12 februari 1996 av de båda japanska astronomerna Seiji Ueda och Hiroshi Kaneda i Kushiro.
Asteroiden har en diameter på ungefär 8 kilometer.